# Kirowskaja (obwód rostowski)
Kirowskaja (ros. Кировская) – stanica w Rosji, w obwodzie rostowskim, w rejonie kagalnickim. W 2021 liczyła 5955 mieszkańców.